# 1616
Năm 1616 (số La Mã: MDCXVI) là một năm nhuận bắt đầu từ ngày thứ Sáu trong lịch Gregory (hoặc một năm nhuận bắt đầu từ ngày thứ hai của lịch Julius chậm hơn 10 ngày).